# HMS Imperial (1936)
HMS Imperial (Корабль Его Величества «Импириал», номер вымпела — D09) — британский эскадренный миноносец типа I. Добит в 1941 году торпедами британского эсминца «Хотспур» после получения тяжёлых повреждений во время налёта итальянских бомбардировщиков.

## Описание
«Импириал» принадлежал к последней серии «стандартных эсминцев» Великобритании. Эсминцы типа I представляли собой немного изменённый проект предыдущего типа H, отличаясь от него лишь пятитрубными торпедными аппаратами. Для компенсации возросшего «верхнего» веса во внутренних помещениях кораблей пришлось уложить балласт. Эсминцы типа I имели водоизмещение 1370 длинных тонн (1390 т) при стандартной нагрузке и 1888 длинных тонн (1918 т) при полной. Общая длина составляла 323 футов (98,5 м), ширина — 33 футов (10,1 м), проектная осадка — 12 футов 6 дюймов (3,8 м). Они были оснащены двумя прямоточными паровыми турбинами Парсонса, каждая с приводом на свой вал, с использованием пара, представленную тремя трёхколлекторными Адмиралтейскими котлами. Экипаж — 145 офицеров и матросов.
Эсминец был вооружён четырьмя 120-мм орудиями Mark IX с длиной ствола 45 калибров на одноорудийных установках CP XVII. Зенитное вооружение составляла пара счетверённых 12,7-мм пулемётов Vickers .50. Торпедное вооружение включало в себя два 533-мм пятитрубных торпедных аппарата PR.l. Для борьбы с подводными лодками эсминец был оснащён гидролокатором, бомбосбрасывателем, двумя бомбомётами и шестнадцатью глубинными бомбами (вскоре после начала Второй мировой войны их число увеличили до 35).

## Служба
Постройка эсминца была заказана верфи Hawthorn Leslie and Company 30 октября 1935 года в рамках Кораблестроительной программы на 1935 год, корабль должен был быть сдан заказчику до 30 апреля 1937 года. Закладка эсминца состоялась 22 января 1936 года, 11 декабря того же года его спустили на воду. «Импириал» стал первым кораблём британского флота, получившим это название. Корабль был сдан Королевскому флоту 30 июня 1937 года с задержкой относительно контрактной даты, вызванной неготовностью орудийных установок в срок. Стоимость постройки корабля составила 257 117 фунтов стерлингов без учёта оборудования, поставлявшегося Адмиралтейством (в основном, вооружение и средства связи).
«Импириал» участвовал в боевых действиях в Норвегии, с августа 1940 года — в охранении мальтийских конвоев. 28 мая 1941 года во время эвакуации британских войск с острова Крит «Импириал» был атакован бомбардировщиками 41-й эскадрильи ВВС Италии. Полученные эсминцем повреждения были оценены британцами как не подлежащие ремонту, после чего корабль был покинут и потоплен торпедами британского эсминца «Хотспур» в 55 морских милях к востоку от острова Касос.